# Juan Antonio Carrillo Nebot
Juan Antonio Carrillo Nebot (Bechí, Castellón, España; 3 de febrero de 1962) fue un futbolista español que se desempeñaba como defensor.

## Clubes
| Club         | País   | Año         |
| ------------ | ------ | ----------- |
| CD Castellón | España | 1981 - 1988 |